# 中华蛹螺
中华蛹螺（学名：Pupa sinica）为捻螺科蛹螺属的动物。
其种加词sinica，意为“中华的”。

## 分佈
在中国大陆，分布于东海、南海海域等海域，属于暖水性种。其多生活于潮下带水深17-105m以及泥砂质底。